# Duinkrabspin
De duinkrabspin (Psammitis ninnii) is een spinnensoort uit de familie van de krabspinnen (Thomisidae).
De wetenschappelijke naam van de soort werd in 1872 als Xysticus ninnii gepubliceerd door Tord Tamerlan Teodor Thorell.

## Ondersoorten
- Psammitis ninnii ninnii
- Psammitis ninnii fusciventris (Crome, 1965)[1]